# Callback
Callback és una pel·lícula thriller de 2016 dirigida i produïda per Carles Torras i rodada a Nova York en anglès. Va guanyar la Bisnaga d'Or en l'últim Festival de Màlaga i també la Bisnaga de Plata al millor guió i al millor actor protagonista. Fou nominada a la novena edició dels Premis Gaudí a la categoria de millor pel·lícula en llengua no catalana. S'ha doblat i subtitulat al català.

## Argument
El film gira al voltant de la rutina d'un aspirant a actor que alterna la seva feina com a mosso de mudances amb càstings per anuncis a Nova York. Des del principi el protagonista, Larry, es revela com un tipus estrany, però a mesura que avança la trama es descobreix fins a quin punt ho és i el que pot arribar a fer.

## Repartiment
- Martin Bacigalupo com a Larry
- Larry Fessenden
- Timothy Gibbs
- Lili Stein